# Grand Prix Niemiec 1995

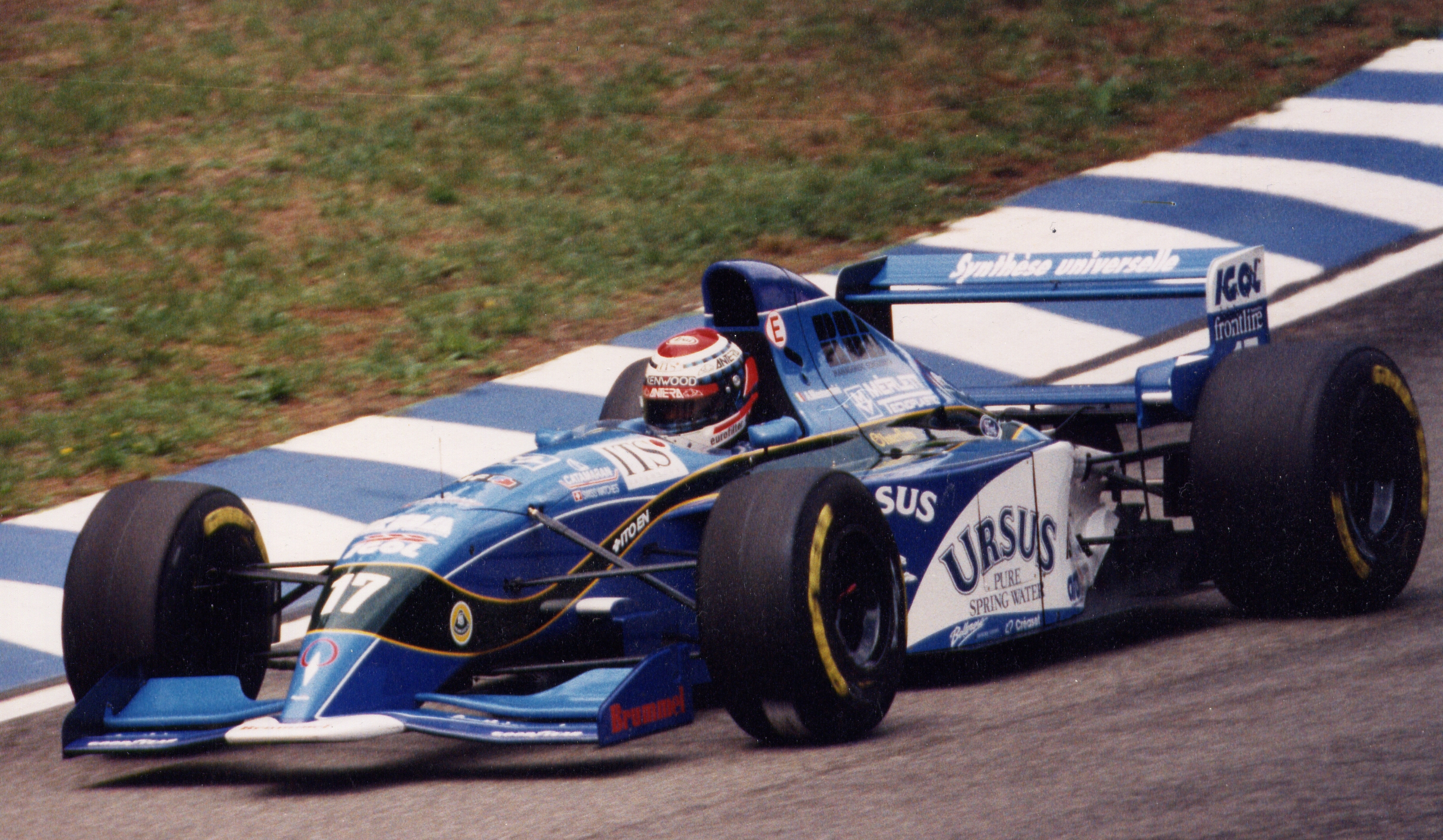
Andrea Montermini podczas Grand Prix Niemiec 1995

Grand Prix Niemiec 1995 (oryg. Großer Mobil 1 Preis von Deutschland) – dziewiąta runda Mistrzostw Świata Formuły 1 w sezonie 1995, która odbyła się 28 - 30 lipca 1995, po raz 19. na torze Hockenheimring.
57. Grand Prix Niemiec, 43. zaliczane do Mistrzostw Świata Formuły 1.

## Wyniki

### Kwalifikacje
| P  | Nr | Kierowca                 | Konstruktor(-silnik) | Opony | Czas     | Odstęp   | Strata   |
| -- | -- | ------------------------ | -------------------- | ----- | -------- | -------- | -------- |
| 1  | 5  | Damon Hill               | Williams-Renault     | G     | 1:44.385 | -        | -        |
| 2  | 1  | Michael Schumacher       | Benetton-Renault     | G     | 1:44.465 | 0:00.080 | 0:00.080 |
| 3  | 6  | David Coulthard          | Williams-Renault     | G     | 1:44.540 | 0:00.075 | 0:00.155 |
| 4  | 28 | Gerhard Berger           | Ferrari              | G     | 1:45.553 | 0:01.013 | 0:01.168 |
| 5  | 14 | Rubens Barrichello       | Jordan-Peugeot       | G     | 1:45.765 | 0:00.212 | 0:01.380 |
| 6  | 15 | Eddie Irvine             | Jordan-Peugeot       | G     | 1:45.846 | 0:00.081 | 0:01.461 |
| 7  | 8  | Mika Häkkinen            | McLaren-Mercedes     | G     | 1:45.849 | 0:00.003 | 0:01.464 |
| 8  | 7  | Mark Blundell            | McLaren-Mercedes     | G     | 1:46.221 | 0:00.372 | 0:01.836 |
| 9  | 2  | Johnny Herbert           | Benetton-Renault     | G     | 1:46.315 | 0:00.094 | 0:01.930 |
| 10 | 27 | Jean Alesi               | Ferrari              | G     | 1:46.356 | 0:00.041 | 0:01.971 |
| 11 | 30 | Heinz-Harald Frentzen    | Sauber-Ford          | G     | 1:46.801 | 0:00.445 | 0:02.416 |
| 12 | 26 | Olivier Panis            | Ligier-Mugen-Honda   | G     | 1:47.372 | 0:00.571 | 0:02.987 |
| 13 | 4  | Mika Salo                | Tyrrell-Yamaha       | G     | 1:47.507 | 0:00.135 | 0:03.122 |
| 14 | 29 | Jean-Christophe Boullion | Sauber-Ford          | G     | 1:47.636 | 0:00.129 | 0:03.251 |
| 15 | 9  | Massimiliano Papis       | Footwork-Hart        | G     | 1:48.093 | 0:00.457 | 0:03.708 |
| 16 | 24 | Luca Badoer              | Minardi-Ford         | G     | 1:49.302 | 0:01.209 | 0:04.917 |
| 17 | 3  | Ukyō Katayama            | Tyrrell-Yamaha       | G     | 1:49.402 | 0:00.100 | 0:05.017 |
| 18 | 25 | Aguri Suzuki             | Ligier-Mugen-Honda   | G     | 1:49.716 | 0:00.314 | 0:05.331 |
| 19 | 10 | Taki Inoue               | Footwork-Hart        | G     | 1:49.892 | 0:00.176 | 0:05.507 |
| 20 | 23 | Pierluigi Martini        | Minardi-Ford         | G     | 1:49.990 | 0:00.098 | 0:05.605 |
| 21 | 21 | Pedro Diniz              | Forti-Ford           | G     | 1:52.961 | 0:02.971 | 0:08.576 |
| 22 | 22 | Roberto Moreno           | Forti-Ford           | G     | 1:53.405 | 0:00.444 | 0:09.020 |
| 23 | 17 | Andrea Montermini        | Pacific-Ford         | G     | 1:53.492 | 0:00.087 | 0:09.107 |
| 24 | 16 | Giovanni Lavaggi         | Pacific-Ford         | G     | 1:54.625 | 0:01.133 | 0:10.240 |
| P  | Nr | Kierowca                 | Konstruktor(-silnik) | Opony | Czas     | Odstęp   | Strata   |

### Wyścig
| P                 | + / – | Nr | Kierowca                 | Konstruktor        | Opony | Okr. | Czas / Strata | Komentarz       |
| ----------------- | ----- | -- | ------------------------ | ------------------ | ----- | ---- | ------------- | --------------- |
| 1                 | 1     | 1  | Michael Schumacher       | Benetton-Renault   | G     | 45   | 1h22:56.043   |                 |
| 2                 | 1     | 6  | David Coulthard          | Williams-Renault   | G     | 45   | +0:05.988     |                 |
| 3                 | 1     | 28 | Gerhard Berger           | Ferrari            | G     | 45   | +1:08.097     |                 |
| 4                 | 5     | 2  | Johnny Herbert           | Benetton-Renault   | G     | 45   | +1:23.436     |                 |
| 5                 | 9     | 29 | Jean-Christophe Boullion | Sauber-Ford        | G     | 44   | +1 okr.       |                 |
| 6                 | 12    | 25 | Aguri Suzuki             | Ligier-Mugen-Honda | G     | 44   | +1 okr.       |                 |
| 7                 | 10    | 3  | Ukyō Katayama            | Tyrrell-Yamaha     | G     | 44   | +1 okr.       |                 |
| 8                 | 15    | 17 | Andrea Montermini        | Pacific-Ford       | G     | 42   | +3 okr.       |                 |
| 9                 | 3     | 15 | Eddie Irvine             | Jordan-Peugeot     | G     | 41   | +4 okr.       | silnik          |
| Niesklasyfikowani |       |    |                          |                    |       |      |               |                 |
|                   |       | 8  | Mika Häkkinen            | McLaren-Mercedes   | G     | 33   |               | silnik          |
|                   |       | 30 | Heinz-Harald Frentzen    | Sauber-Ford        | G     | 32   |               | silnik          |
|                   |       | 24 | Luca Badoer              | Minardi-Ford       | G     | 28   |               | wyciek oleju    |
|                   |       | 16 | Giovanni Lavaggi         | Pacific-Ford       | G     | 27   |               | skrzynia biegów |
|                   |       | 22 | Roberto Moreno           | Forti-Ford         | G     | 27   |               | półoś napędowa  |
|                   |       | 14 | Rubens Barrichello       | Jordan-Peugeot     | G     | 20   |               | silnik          |
|                   |       | 7  | Mark Blundell            | McLaren-Mercedes   | G     | 17   |               | silnik          |
|                   |       | 26 | Olivier Panis            | Ligier-Mugen-Honda | G     | 13   |               | wyciek wody     |
|                   |       | 27 | Jean Alesi               | Ferrari            | G     | 12   |               | silnik          |
|                   |       | 23 | Pierluigi Martini        | Minardi-Ford       | G     | 11   |               | silnik          |
|                   |       | 10 | Taki Inoue               | Footwork-Hart      | G     | 9    |               | skrzynia biegów |
|                   |       | 21 | Pedro Diniz              | Forti-Ford         | G     | 8    |               | hamulce         |
|                   |       | 5  | Damon Hill               | Williams-Renault   | G     | 1    |               | wypadek         |
|                   |       | 4  | Mika Salo                | Tyrrell-Yamaha     | G     | 0    |               | sprzęgło        |
|                   |       | 9  | Massimiliano Papis       | Footwork-Hart      | G     | 0    |               | skrzynia biegów |
| P                 | + / – | Nr | Kierowca                 | Konstruktor        | Opony | Okr. | Czas / Strata | Komentarz       |

### Najszybsze okrążenie
| Nr | Kierowca           | Konstruktor      | Opony | Czas     | Okr. |
| -- | ------------------ | ---------------- | ----- | -------- | ---- |
| 1  | Michael Schumacher | Benetton-Renault | G     | 1:48.824 | 22   |